# Alex Mack
Javon Alexander „Alex“ Mack (* 19. November 1985 in Los Angeles, Kalifornien) ist ein ehemaliger US-amerikanischer American-Football-Spieler auf der Position des Centers. Er spielte bei den Cleveland Browns, den Atlanta Falcons und den San Francisco 49ers in der National Football League (NFL).

## College
Mack besuchte die University of California, Berkeley und spielte für deren Mannschaft, die Golden Bears, erfolgreich College Football, wobei er unterschiedliche Positionen in der Offensive Line bekleidete. Er wurde wiederholt ausgezeichnet, und zwar sowohl für seine sportlichen als auch für seine akademischen Leistungen.

## NFL

### Cleveland Browns
Beim NFL Draft 2009 wurde er in der 1. Runde als insgesamt 21. Spieler von den Cleveland Browns ausgewählt und konnte sich dort sofort etablieren. Bereits in seinem Rookiejahr lief er in allen Spielen als Starting-Center auf. In seiner zweiten Saison wurde er erstmals in den Pro Bowl berufen. 2014 und 2015 folgten weitere Nominierungen.
In der Bye Week 2011 unterzog er sich einer Blinddarmoperation und stand beim folgenden Spiel bereits wieder auf dem Platz.
In der sechsten Begegnung der Spielzeit 2014 zog er sich einen Wadenbeinbruch zu und fiel für den Rest der Saison aus. Bis zu diesem Zeitpunkt hatte er en suite 80 Spiele bestritten und dabei jeden einzelnen Snap der Browns durchgeführt.

### Atlanta Falcons
Nachdem sein Vertrag bei den Browns ausgelaufen war, unterschrieb Mack am 9. März 2016 einen Fünfjahresvertrag über 45 Millionen US-Dollar bei den Atlanta Falcons. Direkt in seiner ersten Saison für die Falcons wurde er zum vierten Mal in den Pro Bowl gewählt. Außerdem erreichte er mit Falcons den Super Bowl LI, welcher mit 28:34 gegen die New England Patriots verloren wurde. Mack spielte das Spiel komplett mit, trotz eines bei ihm diagnostizierten Wadenbeinbruchs. Auch nach der Saison 2017 und Saison 2018 wurde er in den Pro Bowl gewählt.

### San Francisco 49ers
Im März 2021 unterschrieb Mack einen Dreijahresvertrag bei den San Francisco 49ers. Nach der Saison 2021 beendete Mack im Juni 2022 seine Karriere.